# أو. في. رايت
أو. في. رايت (بالإنجليزية: O. V. Wright)‏ هو مغني أمريكي، ولد في 9 أكتوبر 1939 في مقاطعة شيلبي في الولايات المتحدة، وتوفي في 16 نوفمبر 1980 في ممفيس في الولايات المتحدة بسبب نوبة قلبية.

## وصلات خارجية
- الموقع الرسمي
- أو. في. رايت على موقع IMDb (الإنجليزية)
- أو. في. رايت على موقع ميوزك برينز (الإنجليزية)
- أو. في. رايت على موقع إن إن دي بي (الإنجليزية)
- أو. في. رايت على موقع أول ميوزيك (الإنجليزية)
- أو. في. رايت على موقع ديسكوغز (الإنجليزية)